# Липівка (Енгельський район)
Липівка (рос. Лощинный) — селище у Енгельському районі Саратовської області Російської Федерації.
Населення становить 1155 осіб. Належить до муніципального утворення Новопушкінське муніципальне утворення.

## Історія
Населений пункт розташований у межах українського історичного та культурного регіону Жовтий Клин.
До 1941 року належав до АРСР Німців Поволжя. Орган місцевого самоврядування від 2004 року — Новопушкінське муніципальне утворення.

## Населення
| 2010 | 2015  |
| ---- | ----- |
| 969  | ↗1039 |